# Pont del Diable (Cardona)
De Pont del Diable (in het Nederlands Duivelsbrug) ook wel Pont Trencat (Geknikte Brug) genoemd, is een onafgewerkte gotische brug over de Cardener-rivier in het gehucht Tavernoles bij Cardona in de deelstaat Catalonië van het federale koninkrijk Spanje.
Het bouwwerk werd nooit afgewerkt. Oorspronkelijk waren vijf bogen voorzien; alleen twee centrale bogen en de aanzetten aan beide zijden van het dal werden afgewerkt. De twee bogen zijn samen 59,25 m lang. De eerste boog heeft een diameter van 25,50  en een hoogte van 24,30 m; de tweede een diameter van 15,80  en een hoogte van 21,50 m. Ze ontmoeten elkaar in een stompe hoek op een rots midden in de rivier. De brug is gebouwd uit grote natuurstenen blokken met kalkmortel verbonden.

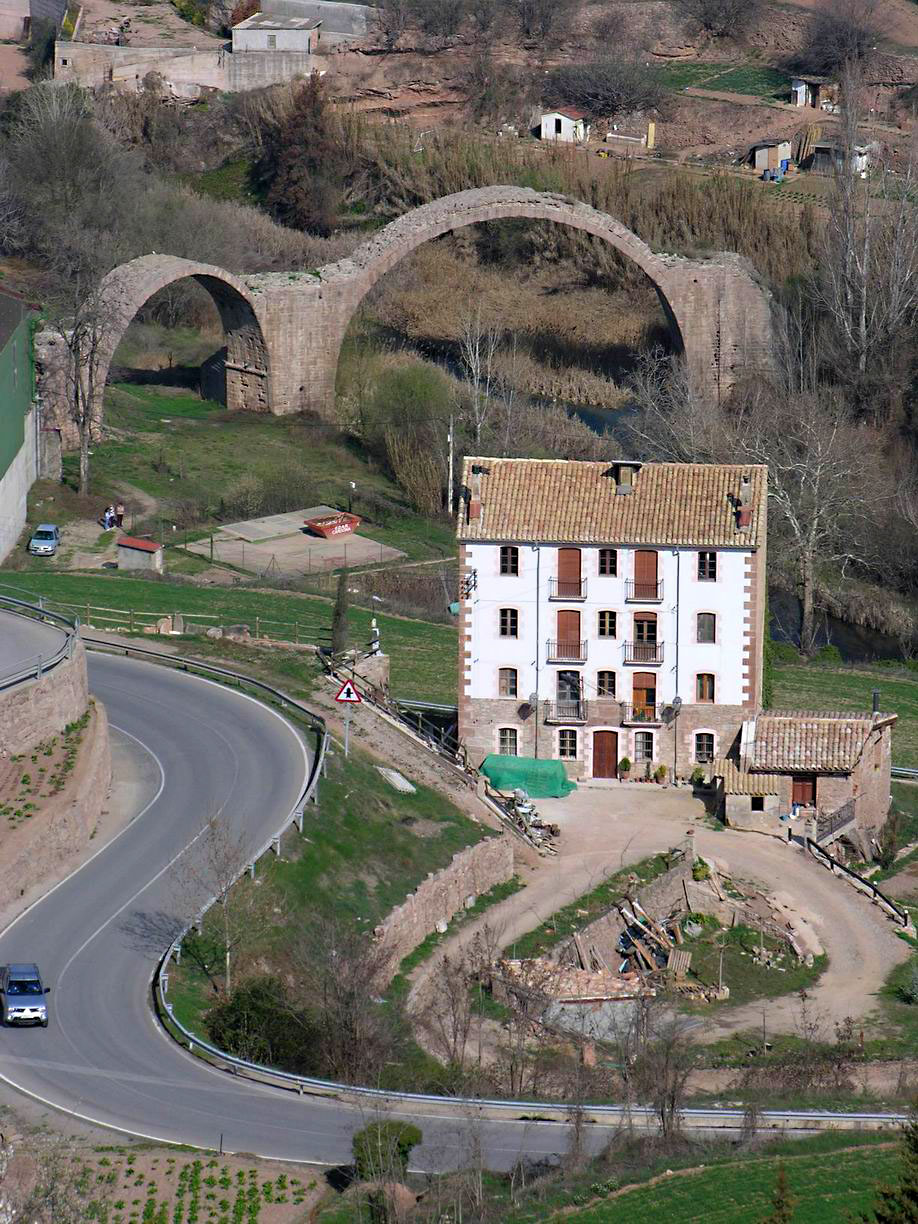

De eerste schriftelijke vermelding dateert van 28 oktober 1424 in een akte van het concilie van Toledo die vier gezanten naar de bisdommen stuurden om aalmoezen in te zamelen voor de afwerking van de brug. Graaf Jan Ramon Folc I van Cardona en de gemeentenaren wezen erop hoe de Cardener een gevaarlijke hindernis was voor pelgrims op weg naar Montserrat, Onze Lieve Vrouw van Saragossa en naar Compostella. De bestaande Sint-Jansbrug was vaak overstroomd.
Volgens de legende zag de duivel met een kwaad oog hoeveel pelgrims bij de kapel van Sint-Jan langskwamen en besliste hij op één nacht een nieuwe brug te bouwen, die de pelgrims over een veel gemakkelijker weg van de Sint-Janskapel zou omleiden. Sint-Jan kreeg het duivelse spel in het oog en kreeg hulp van een engelenschaar die een eigen brug bouwde, die al om middernacht gereed was. Toen de duivel dat zag was hij zo jaloers en boos dat hij zijn eigen werk half afgewerkt liet staan. De brug kan als een van de oudste grote nutteloze werken ter wereld beschouwd worden.
In het gemeentelijke stedenbouwkundige plan uit 2009 wordt het belang van het monument als volgt omschreven: “De Duivelsbrug is een van de merkwaardigste monumenten van de gemeente. In zijn opvallende ligging valt het van overal op en domineert het landschap, in een oord met een groot aantal middeleeuwse elementen die een harmonisch geheel vormen."